# Stanislav Kűzma
Stanislav Kűzma, slovenski nogometaš, * 16. september 1976.
Kűzma je nekdanji profesionalni nogometaš, ki je igral na položaju vratarja. V svoji karieri je branil za slovenske klube NK Beltinci, Korotan Prevalje, Maribor, Nafta Lendava, Ljutomer in ND Beltinci, ciprski Olympiakos Nicosia, ferski Suðuroy in avstrijski Union Sturm Klöch. Skupno je v prvi slovenski ligi odigral 287 tekem. Z Mariborom je osvojil naslov slovenskega državnega prvaka v sezoni 2002/03 in slovenski pokal leta 2004.